# 格蘭德美爾州立公園
格蘭德美爾州立公園 （英語：Grand Mere State Park）是一個位於美國密歇根州史蒂芬斯維爾縣的自然保護及公眾娛樂區。州立公園位於94號州際公路旁，公園西邊的沙丘保護著密歇根湖，令公園具有許多州內其他地方尚未發現的自然景觀。1968年被美國政府指定為美国国家自然地标。

## 地理
格蘭德美爾州立公園佔地985英畝（3.99平方），大部份佔地被林植覆蓋。原本園內有五個由冰河時期冰層溶化後而成的內陸湖，現時因自然流失，只剩三個 。公園的沙丘更創造了一個相對涼爽的環境，令在密歇根州南部不常見的植物得以生存，當中有些植物被歸類為「稀有」或「瀕危」。

## 活動及設施
格蘭德美爾州立公園提供游泳、登山、野餐、船舶下水装置及越野滑雪設施。公園兩英里外有一個沙灘，徒步走過沙丘便可到達。園內更有多個供登山及越野滑雪用的小徑，但大部份均無人保養或駐守，小徑禁止踏單車。小徑地質由散沙至壓土不等。園內有多座山，包括一個曾開放給越野車的大沙丘。但現時沙丘已有欄杆阻隔，大型四輪車已被禁止入內。

## 外部連結
- 格蘭德美爾州立公園網頁 （页面存档备份，存于）
- 格蘭德美爾州立公園地圖 （页面存档备份，存于）